# سیارک ۲۰۲۷۸۷
سیارک ۲۰۲۷۸۷ (به انگلیسی: 202787 Kestecher، نامگذاری:2008OG) دویست و دو هزار و هفتصد و هشتاد و هفتمین سیارک کشف شده‌است که در ۲۵ ژوئیه ۲۰۰۸ کشف شد.